# Charles Briot
Charles Augustin Albert Briot, född den 19 juli 1817 i Saint-Hippolyte, departementet Doubs, död den 20 september 1882 i Bourg-d'Ault, var en fransk matematiker.
Briot blev 1870 Gabriel Lamés efterträdare som professor i matematik vid Sorbonne i Paris. Briot skrev, delvis ensam och delvis tillsammans med Jean-Claude Bouquet, ett flertal värdefulla avhandlingar och läroböcker. De båda försökte genom analysens olika delar använda Cauchys integralformel och kan därigenom ses som Augustin Louis Cauchys främsta lärjungar. Bland Briots verk märks främst det stora verket Théorie des fonctions doublement périodiques (1859). Han tilldelades Ponceletmedaljen av Franska vetenskapsakademien året före sin död.